# ميخائيل أسعد رستم
ميخائيل رستم (1846-؟) هو أديبٌ وشاعرٌ مهجري. تُشير المصادر بأنَّ لعلّه «أقدم أديبٍ امتطى أمواج المحيطات نحو المهجر»، كما يُعد ديوان «الغريب في الغرب» أوّل كتابٍ عربي طُبع في أمريكا.

## حياته وسيرته

شجرة عائلة ميخائيل أسعد رستم

وُلد ميخائيل أسعد رستم مجاعص الشويري في الشوير بلبنان في منتصف القرن التاسع عشر، وهاجر إلى الولايات المتّحدة الأمريكية سنة 1880 م واستقرّ في فيلادلفيا، إلّا أنّه كانت لديه علاقات اجتماعية وثيقة مع مجتمع المثقّفين والكتّاب في مدينة نيويورك. وقد شارك رستم في الصحافة المزدهرة، حيث ساهم في مقالات الأدب والرأي في كوكب أميركا، وأصدر «جريدةَ المهاجر»، ولعلّه أقدم أديبٍ امتطى أمواج المحيطات نحو المهجر. كان ميخائيل متزوجًا من روجينا شحادة من زحلة، وهو والد الشاعر الفكاهي المعروف أسعد رستم. له ديوان «الغريب في الغرب»، وهو ثلاثة أجزاء، حيث أصدر الجزء الأوّل منه الأوّل سنة 1895 م في نيويورك، وصدر الجزء الثاني في 1909 م، والثالث 1929 م، ويعدّ أوّل كتاب عربي طُبع في أمريكا.
وله كتاب «رحلة ميخائيل أسعد رستم إلى أمريكا، 1885-1895»، الذي يعدّ من أوائل الكتابات، إن لم يكن أوّل رواية كتبها رحّالة عربي في أمريكا وحولها. وقد نشر رستم طبعتين إضافيتين لهذه الرواية، واحدة سنة 1904 م والأخرى سنة 1909 م.

## شعره
اتّصف شعر ميخائيل رستم بالبناء التقليدي، وكان يقوم على المديح والرثاء وشعر المناسبات بالإضافة إلى وصف بعض الوقائع والمواقف، وهو يميل إلى النظم. وقد نشر الكثير منه في صحف المهجر، كالسائح والهدى وكوكب أميركا ومرآة الغرب.
لم يكن ديوان الشاعر «الغريب في الغرب» مجرّد قصائد منظومة متتابعة، بل سجّل فيه ميخائيل رستم بعض ما مرّ به من مواقف، فضلًا عن حديثه عن المهاجرة السوريّة وتاريخها وأحوالها، وعن تاريخ الولايات المتّحدة أيضًا.

### نماذج من شعره
الروض في فصل الربيع
ومهاجرة السوريين

## وصلات خارجية
- كتاب الغريب في الغرب: رحلة ميخائيل أسعد رستم إلى أميركا 1885 - 1894 على موقع الأرشيف.